# Boo (Svezia)
Boo è un'area urbana della Svezia situata nel comune di Nacka, contea di Stoccolma.
La popolazione risultante dal censimento 2010 era di 24 052 abitanti .